# Opération Laabingol
Insurrection djihadiste au Burkina Faso
Batailles
- Samorogouan
- Intangom
- Nassoumbou
- Ariel
- 1re Inata
- Loroni
- Gorom-Gorom
- Koutougou
- Arbinda
- Hallalé
- Markoye
- Dounkoun
- Boukouma
- 2e Inata
- Titao
- Opération Laabingol
- Namissiguima
- Madjoari
- Bourzanga
- Seytenga
- Gaskindé
- Tin-Ediar
- Tin-Akoff
- Aoréma
- Ougarou
- Namsiguia
- Noaka
- Koumbri
- Djibo
- Tawori
- Mansila
- Nassougou

Massacres
- Yirgou
- Solhan
- Karma
- Komsilga, Nodin et Soroe
- Bibgou et Soualimou
- Barsalogho

Attentats
- 1er Ouagadougou
- 2e Ouagadougou
- 3e Ouagadougou

L'opération Laabingol a lieu du 16 au 23 janvier 2022, pendant l'insurrection djihadiste au Burkina Faso et la guerre du Sahel. Elle est menée par les forces burkinabè et les forces françaises engagées dans l'opération Barkhane. 

## Déroulement
L'opération a lieu du 16 au 23 janvier 2022, au nord du Burkina Faso. Pendant cette période, plusieurs groupes de djihadistes sont, à quatre reprises, « localisés, identifiés et neutralisés », selon l'armée française,. Les forces burkinabè mobilisent plusieurs centaines d'hommes dans l'opération. Celle-ci est menée quelques jours avant un coup d'État de l'armée qui renverse le président Roch Marc Christian Kaboré.
Le 16 janvier, une patrouille d'hélicoptères Tigre neutralise un premier groupe dans la région de Gorom-Gorom.
Les 17 et 18 janvier, une colonne de véhicules est bombardée près la frontière entre le Mali et le Burkina Faso par les forces aériennes de Barkhane guidées par des unités burkinabè disposant de guideurs aériens tactiques avancés (GATA).
Le 23 janvier, un autre groupe de djihadistes est bombardé à l'est de Djibo par des drones et des chasseurs Mirage 2000. Une dizaine de motos sont détruites.

## Pertes
Le 30 janvier, l'armée française affirme que « près d'une soixantaine de terroristes ont été mis hors de combat » et qu'une vingtaine de motos et plusieurs pick-up armés ont été détruits,.
Dans un communiqué daté du 31 janvier, l'armée burkinabè annonce pour sa part un bilan de « 163 terroristes neutralisés dont une soixantaine au cours des manœuvres conjointes avec la Force Barkhane », contre un mort et deux blessés dans ses rangs. Elle revendique également la mort d'un chef nommé Mdouli, dit Abdramane.